# Riu Nushagak
El riu Nushagak (en anglès: Nushagak River) és un riu del sud-oest d'Alaska, als Estats Units. Neix al sud-oest de la serralada d'Alaska i després d'un recorregut de 450 quilòmetres desguassa a l'est de Dillingham, a la badia Nushagak, un entrant de la badia de Bristol. La seva conca hidrogràfica és d'uns 34.700 km² i el cabal mitjà és d'una 1.000 m³/s.
Els principals afluents són el Mulchatna, el qual discorre en part pel Parc nacional i reserva del llac Clark, el Nuyakuk, el King Salmon, el Iowithla i el Kokwok.
Les localitats de Portage Creek, Ekwok, Koliganek i New Stuyahok es troben a la seva riba. La vila de Dillingham (2.466 hab.) es troba a la badia Nushagak.